# La Rivera, Bolivia
La Rivera är en ort i Bolivia.   Den ligger i departementet Oruro, i den sydvästra delen av landet, 400 km väster om huvudstaden Sucre. La Rivera ligger 3 841 meter över havet och antalet invånare är 509.
Terrängen runt La Rivera är varierad. La Rivera ligger nere i en dal. Trakten runt La Rivera är nära nog obefolkad, med mindre än två invånare per kvadratkilometer.. Det finns inga andra samhällen i närheten. 
Omgivningarna runt La Rivera är i huvudsak ett öppet busklandskap.